# TLC: Tables, Ladders and Chairs (2018)
L'édition 2018 de TLC: Tables, Ladders and Chairs est un Premium Live Event de catch (lutte professionnelle) produit par la World Wrestling Entertainment une fédération de catch américaine qui est télédiffusée et visible en paiement à la séance sur le WWE Network, ainsi que sur les chaînes de télévision française AB1 et belge ABXplore. L'événement a eu lieu le 16 décembre 2018 au SAP Center à San José, dans l'état de Californie. Il s'agit de la 10e édition de TLC: Tables, Ladders & Chairs, événement annuel qui, comme son nom l'indique, propose un ou plusieurs Tables, Ladders and Chairs matches en tête d'affiche.

## Contexte
Les spectacles de la World Wrestling Entertainment (WWE) sont constitués de matchs aux résultats prédéterminés par les scénaristes de la WWE. Ces rencontres sont justifiées par des storylines – une rivalité avec un catcheur, la plupart du temps – ou par des qualifications survenues dans les shows de la WWE telles que Raw, SmackDown et NXT. Tous les catcheurs possèdent une gimmick, c'est-à-dire qu'ils incarnent un personnage gentil (Face) ou méchant (Heel), qui évolue au fil des rencontres. Un événement comme TLC: Tables, Ladders and Chairs est donc un événement tournant pour les différentes storylines en cours,.

## Tableau des matchs
| Ordre par numéros | Résultat | Stipulation(s) | Temps |
| --- | --- | --- | ----- |
| 1P | Buddy Murphy (c) bat Cedric Alexander                                                                                       | Match simple pour le WWE Cruiserweight Championship | 10:30 |
| 2P | Elias bat Bobby Lashley (avec Lio Rush)                                                                                     | Ladder match | 6:20  |
| 3 | Fabulous Truth (R-Truth et Carmella) bat Mahalicia (Jinder Mahal et Alicia Fox)                                             | Mixed Tag Team match - Finale de Mixed Match Challenge saison 2 L'équipe gagnante sera la dernière à entrer dans les Royal Rumble matchs au Royal Rumble (2019)                                                                               | 5:50  |
| 4 | The Bar (Cesaro et Sheamus) (c) battent The New Day (Kofi Kingston et Xavier Woods) (avec Big E) et The Usos (Jimmy et Jey) | Triple Threat Tag Team match pour les WWE SmackDown Tag Team Championship | 12:15 |
| 5 | Braun Strowman bat Baron Corbin                                                                                             | TLC match Si Braun Strowman gagne, il deviendra aspirant no 1 au titre Universel au Royal Rumble (2019). Si Baron Corbin gagne, il deviendra GM permanent du show rouge, mais en cas de défaite, il sera viré de son poste de GM intérimaire. | 16:00 |
| 6 | Natalya bat Ruby Riott (avec Liv Morgan et Sarah Logan)                                                                     | Tables match | 12:40 |
| 7 | Finn Bálor bat Drew McIntyre                                                                                                | Match simple | 12:20 |
| 8 | Rey Mysterio bat Randy Orton                                                                                                | Chairs match | 11:30 |
| 9 | Ronda Rousey (c) bat Nia Jax (avec Tamina) par soumission                                                                   | Match simple pour le WWE Raw Women's Championship | 10:50 |
| 10 | The New Daniel Bryan (c) bat AJ Styles                                                                                      | Match simple pour le WWE Championship | 23:55 |
| 11 | Dean Ambrose bat Seth Rollins (c)                                                                                           | Match simple pour le WWE Intercontinental Championship | 23:00 |
| 12 | Asuka bat Becky Lynch (c) et Charlotte Flair                                                                                | Triple Threat TLC match pour le WWE SmackDown Women's Championship | 21:45 |
| La lettre C placée entre parenthèses désigne la personne ou l’équipe championne en titre. P – indique que le match a eu lieu lors du pré-show | | |       |